# 阿久根知昭
阿久根 知昭（あくね ともあき、1966年 - ）は、日本の映画監督、脚本家、演出家。東京都生まれ、福岡県在住。

## 経歴
描いた漫画が1987年の講談社第16回「ちばてつや賞」で準優秀新人賞を受賞し、漫画家、エッセイストとして活動。1994年映画の企画に関わって以来脚本も手掛けるようになる。その後、劇曲、舞台演出、ラジオドラマ作・演出を中心に活動してきたが、2013年公開映画「ペコロスの母に会いに行く」の脚本を手掛け、本格的に映画へ進出。2015年公開の「はなちゃんのみそ汁」では初監督も務めた。作家集団「ライト スタッフ ギルド」の代表を務める。

## 作品

### 漫画
- さんかくひろば（1987年）
  - ちばてつや賞準優秀新人賞受賞

### 舞台
- わが町博多（1996年）脚本・演出
- アスナロ（2000年）作・演出
- 東京ヤングHOTEL（2001年）作・演出
- 天語村（あめのかたりごとむら）の花たち（2002年）作・演出
- ドラマチック ジャポン（2003年）作・演出・監修
- ハンエー通信社のそれから（2003年）脚本
- ステッピン・ハッピー中野ブラザーズ物語（2004年）作・演出
- 巡り巡り巡る星の下に（2006年）作・演出
- 月の調べと陽のひびき（2010年）作・演出
- 法火守千年抄（2010年）作・演出

### ラジオドラマ
- エフエム福岡 「土曜ドラマ館」（2000年）脚本・執筆
- エフエム福岡 「晴れの日の記憶」（2003年）原作・脚本
  - ギャラクシー賞ラジオ部門奨励賞
- エフエム福岡 「中国残留孤児物語」（2004年）原作・脚本
- エフエム福岡 「ラジオ1人芝居 最後の初年兵」（2005年）脚本・演出
  - ギャラクシー賞ラジオ部門優秀賞
- エフエム福岡 「月のしらべと陽のひびき」（2007年）作・演出
  - 第3回日本放送文化大賞ラジオ部門準グランプリ
- エフエム福岡 「聞こえない声～有罪と無罪～」（2009年）作・演出
  - ギャラクシー賞ラジオ部門大賞
  - 文化庁芸術祭ラジオ部門優秀賞
  - 日本民間放送連盟賞ラジオ教養部門優秀賞
- エフエム福岡 「孫文と九州人～絆よ、悠久なれ～」（2012年）監修・作・演出
  - ギャラクシー賞ラジオ部門奨励賞
- エフエム福岡 スペシャルラジオドラマ「鉄の河童」（2014年）監修
  - 民間放送連盟賞ラジオエンターテイメント番組優秀賞
  - 文化庁芸術祭ラジオ部門大賞
- エフエム福岡 「灘の水先人」（2016年）作・演出
- RKB毎日放送連続ラジオドラマ「家族びより～シアワセの高取家」（2016年）監修
- エフエム福岡 「はこぶおはなし～冨永シヅの敷いた道～」（2017年）監修

### 映画
- 「たからもの」（1996年）原作・脚本
- 「ペコロスの母に会いに行く」（2013年）脚本
  - 第87回キネマ旬報年間ベストテン第1位
  - 2013年映画芸術年間ベストテン第1位
  - 第68回毎日映画コンクール「日本映画優秀賞」
  - 第6回東京新聞映画賞
  - 第28回高崎映画祭「最優秀作品賞」
- 「はなちゃんのみそ汁」（2015年）監督・脚本
  - 2016年上海国際映画祭新人賞監督ベストフィルムノミネート